# 柳營交流道
柳營交流道是臺灣國道三號位於臺南市柳營區的交流道，指標為322k，連接南316線，於2014年7月19日啟用。
|              | 322 柳營 |  | 柳營 東山 |
| 尖山埤渡假村 | 322 柳營 |  |           |

## 緣起
原臺南縣政府為改善柳營科技工業區聯外交通，推動增設本交流道，於2014年7月竣工啟用；另將連接本交流道之鄉道南106線（今區道南316線）拓寬為25公尺之幹道（德元埤大道一、二段）。

## 外部連結
- 國道三號柳營交流道示意圖 （页面存档备份，存于）（交通部高速公路局）